# Braga (circonscription électorale)
Pour les articles homonymes, voir Braga (homonymie).
La circonscription électorale de Braga est une circonscription électorale du Portugal, utilisée pour les élections législatives.
Ses frontières correspondent au district du même nom.

## Résultats

### Années 2020

#### 2025
|                                            | AD – Coalition PSD/CDS (PPD/PSD.CDS-PP)                 | 198 026             | 37,33               | 3,27                | 8                   | en stagnation       |                     |                     |
|                                            | Parti socialiste (PS)                                   | 125 593             | 23,67               | 5,34                | 5                   | 1                   |                     |                     |
|                                            | Chega (CH)                                              | 119 858             | 22,59               | 5,26                | 5                   | 1                   |                     |                     |
|                                            | Initiative libérale (IL)                                | 36 698              | 6,92                | 0,65                | 1                   | en stagnation       |                     |                     |
|                                            | LIBRE (L)                                               | 16 618              | 3,13                | 0,74                | 0                   | en stagnation       |                     |                     |
|                                            | Bloc de gauche (BE)                                     | 10 041              | 1,89                | 2,06                | 0                   | en stagnation       |                     |                     |
|                                            | Coalition démocratique unitaire (PCP-PEV)               | 9 182               | 1,73                | 0,14                | 0                   | en stagnation       |                     |                     |
|                                            | Alternative démocratique nationale (ADN)                | 5 333               | 1,01                | 0,83                | 0                   | en stagnation       |                     |                     |
|                                            | Personnes–Animaux–Nature (PAN)                          | 5 183               | 0,98                | 0,49                | 0                   | en stagnation       |                     |                     |
|                                            | Réagir, inclure, recycler (RIR)                         | 1 280               | 0,24                | 0,17                | 0                   | en stagnation       |                     |                     |
|                                            | Nouvelle Droite (ND)                                    | 889                 | 0,17                | 0,31                | 0                   | en stagnation       |                     |                     |
|                                            | Volt Portugal (VP)                                      | 694                 | 0,13                | 0,01                | 0                   | en stagnation       |                     |                     |
|                                            | Ergue-te (E)                                            | 528                 | 0,10                | en stagnation       | 0                   | en stagnation       |                     |                     |
|                                            | Ensemble pour le peuple (JPP)                           | 307                 | 0,06                | 0,05                | 0                   | en stagnation       |                     |                     |
|                                            | Parti populaire monarchiste (PPM)                       | 272                 | 0,05                | N/A                 | 0                   | en stagnation       |                     |                     |
|                                            | Parti communiste des travailleurs portugais (PCTP/MRPP) | Candidature rejetée | Candidature rejetée | Candidature rejetée | Candidature rejetée | Candidature rejetée | Candidature rejetée | Candidature rejetée |
|                                            |                                                         |                     |                     |                     |                     |                     |                     |                     |
| Suffrages exprimés                         | Suffrages exprimés                                      | 530 502             | 97,28               |                     |                     |                     |                     |                     |
| Votes blancs                               | Votes blancs                                            | 9 019               | 1,65                |                     |                     |                     |                     |                     |
| Votes invalides                            | Votes invalides                                         | 5 803               | 1,06                |                     |                     |                     |                     |                     |
| Total                                      | Total                                                   | 545 324             | 100                 | –                   | 19                  | en stagnation       |                     |                     |
| Abstentions                                | Abstentions                                             | 237 066             | 30,30               |                     |                     |                     |                     |                     |
| Inscrits/Participation                     | Inscrits/Participation                                  | 782 390             | 69,70               |                     |                     |                     |                     |                     |
|                                            |                                                         |                     |                     |                     |                     |                     |                     |                     |
| Source: Commission nationale des élections |                                                         |                     |                     |                     |                     |                     |                     |                     |

| Parti                                                             | Parti                                                                   | Parti | Parti   | Députés |
| ----------------------------------------------------------------- | ----------------------------------------------------------------------- | ----- | ------- | --- |
|                                                                   | AD                                                                      |       | PPD/PSD | \| - Hugo Lopes - Ricardo Machado - Sofia Cadeias - Emidio Guerreiro \| - Carlos de Brito - Maria Gonçalves - Manuel da Silva - Ricardo Barroso \| |
|                                                                   | PS                                                                      | PS    | PS      | - José Pereira - Sandra Sousa Lopes - Pedro Pereira - Paulo Lopes - Irene Ferreira                                                                 |
|                                                                   | CH                                                                      | CH    | CH      | - Antonio Dias - Rodrigo Santos - Vanessa Nogueira - Carlos Barbosa - Lina Maia                                                                    |
|                                                                   | IL                                                                      | IL    | IL      | - Rui de Oliveira |
| - Hugo Lopes - Ricardo Machado - Sofia Cadeias - Emidio Guerreiro | - Carlos de Brito - Maria Gonçalves - Manuel da Silva - Ricardo Barroso |       |         | |

#### 2024
| Parti                                      | Parti                                                   | Voix    | %     | +/-           | Sièges | +/-           |
| ------------------------------------------ | ------------------------------------------------------- | ------- | ----- | ------------- | ------ | ------------- |
|                                            | Alliance démocratique (AD) (PSD-PP-PPM)                 | 184 493 | 34,06 | 3,14          | 8      | en stagnation |
|                                            | Parti socialiste (PS)                                   | 157 123 | 29,01 | 13,89         | 6      | 3             |
|                                            | Chega (CH)                                              | 93 859  | 17,33 | 11,40         | 4      | 3             |
|                                            | Initiative libérale (IL)                                | 33 935  | 6,27  | 1,85          | 1      | en stagnation |
|                                            | Bloc de gauche (BE)                                     | 21 403  | 3,95  | 0,12          | 0      | en stagnation |
|                                            | Libre (L)                                               | 12 928  | 2,39  | 1,58          | 0      | en stagnation |
|                                            | Coalition démocratique unitaire (CDU)                   | 10 130  | 1,87  | 0,82          | 0      | en stagnation |
|                                            | Alternative démocratique nationale (ADN)                | 9 967   | 1,84  | Abs.          | 0      | en stagnation |
|                                            | Personnes–Animaux–Nature (PAN)                          | 7 936   | 1,47  | 0,25          | 0      | en stagnation |
|                                            | Nouvelle Droite (ND)                                    | 2 616   | 0,48  | Nv.           | 0      | en stagnation |
|                                            | Réagir, inclure, recycler (RIR)                         | 2 230   | 0,41  | 0,05          | 0      | en stagnation |
|                                            | Parti communiste des travailleurs portugais (PCTP/MRPP) | 1 899   | 0,35  | Abs.          | 0      | en stagnation |
|                                            | Volt Portugal (VP)                                      | 772     | 0,14  | 0,06          | 0      | en stagnation |
|                                            | Alternative 21 (MPT-A)                                  | 675     | 0,12  | 0,04          | 0      | en stagnation |
|                                            | Ensemble pour le peuple (JPP)                           | 590     | 0,11  | 0,01          | 0      | en stagnation |
|                                            | Nous, citoyens ! (NC)                                   | 535     | 0,10  | Abs.          | 0      | en stagnation |
|                                            | Ergue-te (E)                                            | 515     | 0,10  | en stagnation | 0      | en stagnation |
|                                            |                                                         |         |       |               |        |               |
| Suffrages exprimés                         | Suffrages exprimés                                      | 541 606 | 97,35 |               |        |               |
| Votes blancs                               | Votes blancs                                            | 9 590   | 1,72  |               |        |               |
| Votes nuls                                 | Votes nuls                                              | 5 162   | 0,93  |               |        |               |
| Total                                      | Total                                                   | 556 358 | 100   | -             | 19     | en stagnation |
| Abstention                                 | Abstention                                              | 223 806 | 28,69 |               |        |               |
| Inscrits/Participation                     | Inscrits/Participation                                  | 780 164 | 71,31 |               |        |               |
|                                            |                                                         |         |       |               |        |               |
| Source: Commission nationale des élections |                                                         |         |       |               |        |               |

| - Ricardo Araújo - Carlos Cação - Emidio Guerreiro - Clara Marques Mendes | - Jorge Paula Oliveira - Carlos Eduardo Reis - Ana Santos - Hugo Soares |

| - Gilberto Anjos - José Luís Carneiro - Irene Costa | - Ricardo Costa - Palmira Maciel - Pedro Sousa |

#### 2022
| Parti                                      | Parti                                  | Voix    | %     | +/-           | Sièges | +/-           |
| ------------------------------------------ | -------------------------------------- | ------- | ----- | ------------- | ------ | ------------- |
|                                            | Parti socialiste (PS)                  | 207 837 | 42,90 | 4,63          | 9      | 1             |
|                                            | Parti social-démocrate (PPD/PSD)       | 172 021 | 35,50 | 0,32          | 8      | en stagnation |
|                                            | Chega (CH)                             | 28 752  | 5,93  | 5,21          | 1      | 1             |
|                                            | Initiative libérale (IL)               | 21 437  | 4,42  | 3,57          | 1      | 1             |
|                                            | Bloc de gauche (BE)                    | 18 550  | 3,83  | 5,50          | 0      | 2             |
|                                            | Coalition démocratique unitaire (CDU)  | 13 018  | 2,69  | 1,47          | 0      | en stagnation |
|                                            | CDS – Parti populaire (CDS-PP)         | 8 216   | 1,70  | 2,62          | 0      | 1             |
|                                            | Personnes–Animaux–Nature (PAN)         | 5 910   | 1,22  | 1,48          | 0      | en stagnation |
|                                            | Libre (L)                              | 3 936   | 0,81  | 0,10          | 0      | en stagnation |
|                                            | Réagir, inclure, recycler (RIR)        | 1 767   | 0,36  | 0,39          | 0      | en stagnation |
|                                            | Mouvement Alternative socialiste (MAS) | 551     | 0,11  | en stagnation | 0      | en stagnation |
|                                            | Ergue-te (E)                           | 495     | 0,10  | 0,09          | 0      | en stagnation |
|                                            | Ensemble pour le peuple (JPP)          | 481     | 0,10  | 0,01          | 0      | en stagnation |
|                                            | Parti travailliste portugais (PTP)     | 460     | 0,09  | 0,03          | 0      | en stagnation |
|                                            | Parti de la Terre (MPT)                | 451     | 0,09  | 0,14          | 0      | en stagnation |
|                                            | Volt Portugal (VP)                     | 357     | 0,08  | Nv.           | 0      | en stagnation |
|                                            | Alliance (A)                           | 286     | 0,07  | 0,42          | 0      | en stagnation |
|                                            |                                        |         |       |               |        |               |
| Suffrages exprimés                         | Suffrages exprimés                     | 484 525 | 97,97 |               |        |               |
| Votes blancs                               | Votes blancs                           | 6 158   | 1,25  |               |        |               |
| Votes nuls                                 | Votes nuls                             | 3 846   | 0,78  |               |        |               |
| Total                                      | Total                                  | 494 529 | 100   | -             | 19     | en stagnation |
| Abstention                                 | Abstention                             | 282 014 | 36,32 |               |        |               |
| Inscrits/Participation                     | Inscrits/Participation                 | 776 543 | 63,68 |               |        |               |
|                                            |                                        |         |       |               |        |               |
| Source: Commission nationale des élections |                                        |         |       |               |        |               |

| - Joaquim Barreto - José Luís Carneiro - Palmira Maciel - Pompeu Martins - Elisabete Matos | - Eduardo Oliveira - Hugo Pires - Anabela real - Luis Soares |

| - Carlos Cacão - Bruno Coimbra - Gabriela Fonseca - André Coelho Lima | - Firmino Marques - Claudia Marques Mendes - Jorge Paulo Oliveira - Carlos Eduardo Reis |

### Années 2010

#### 2019
| Parti                                      | Parti                                              | Voix    | %     | +/-  | Sièges | +/-           |
| ------------------------------------------ | -------------------------------------------------- | ------- | ----- | ---- | ------ | ------------- |
|                                            | Parti socialiste (PS)                              | 169 608 | 38,27 | 6,27 | 8      | 1             |
|                                            | Parti social-démocrate (PPD/PSD)                   | 158 758 | 35.82 | N/A  | 8      | en stagnation |
|                                            | Bloc de gauche (BE)                                | 41 357  | 9,33  | 0,21 | 2      | 1             |
|                                            | CDS – Parti populaire (CDS-PP)                     | 19 143  | 4,32  | N/A  | 1      | 1             |
|                                            | Coalition démocratique unitaire (CDU)              | 18 460  | 4,16  | 1,22 | 0      | 1             |
|                                            | Personnes–Animaux–Nature (PAN)                     | 11 949  | 2,70  | 1,90 | 0      | en stagnation |
|                                            | Initiative libérale (IL)                           | 3 786   | 0,85  | Nv.  | 0      | en stagnation |
|                                            | Réagir, inclure, recycler (RIR)                    | 3 336   | 0,75  | Nv.  | 0      | en stagnation |
|                                            | Chega (CH)                                         | 3 192   | 0,72  | Nv.  | 0      | en stagnation |
|                                            | Libre (L)                                          | 3 168   | 0,71  | 0,20 | 0      | en stagnation |
|                                            | Parti communiste des travailleurs portugais (PCTP) | 2 333   | 0,52  | 0,67 | 0      | en stagnation |
|                                            | Alliance (A)                                       | 2 188   | 0,49  | Nv.  | 0      | en stagnation |
|                                            | Nous, citoyens ! (NC)                              | 1 018   | 0,23  | 0,02 | 0      | en stagnation |
|                                            | Parti de la Terre (MPT)                            | 1 000   | 0,23  | 0,12 | 0      | en stagnation |
|                                            | Parti national rénovateur (PNR)                    | 857     | 0,19  | 0,21 | 0      | en stagnation |
|                                            | Parti démocratique républicain (PDR)               | 605     | 0,14  | 1,50 | 0      | en stagnation |
|                                            | Parti uni des retraités (PURP)                     | 550     | 0,12  | 0,07 | 0      | en stagnation |
|                                            | Parti travailliste portugais (PTP)                 | 523     | 0,12  | N/A  | 0      | en stagnation |
|                                            | Mouvement Alternative socialiste (MAS)             | 508     | 0,11  | N/A  | 0      | en stagnation |
|                                            | Parti populaire monarchiste (PPM)                  | 422     | 0,09  | 0,10 | 0      | en stagnation |
|                                            | Ensemble pour le peuple (JPP)                      | 413     | 0,09  | 0,05 | 0      | en stagnation |
|                                            |                                                    |         |       |      |        |               |
| Suffrages exprimés                         | Suffrages exprimés                                 | 443 174 | 95,17 |      |        |               |
| Votes blancs                               | Votes blancs                                       | 14 540  | 3,12  |      |        |               |
| Votes nuls                                 | Votes nuls                                         | 7 960   | 1,71  |      |        |               |
| Total                                      | Total                                              | 465 674 | 100   | -    | 19     | en stagnation |
| Abstention                                 | Abstention                                         | 312 500 | 40,16 |      |        |               |
| Inscrits/Participation                     | Inscrits/Participation                             | 778 174 | 59,84 |      |        |               |
|                                            |                                                    |         |       |      |        |               |
| Source: Commission nationale des élections |                                                    |         |       |      |        |               |

| - Joaquim Barreto - Maria Begonha - Sonia Fertuzinhos - Palmira Maciel | - José Mendes - Hugo Pires - Nuno Sá - Luis Soares |

| - Gabriela Fonseca - Emidio Guerreiro - André Coelho Lima - Firmino Marques | - Clara Marques Mendes - Jorge Paulo Oliveira - Carlos Eduardo Reis - Rui Silva |

#### 2015
| Parti                                      | Parti                                                            | Voix    | %     | +/-  | Sièges | +/-           |
| ------------------------------------------ | ---------------------------------------------------------------- | ------- | ----- | ---- | ------ | ------------- |
|                                            | Portugal en avant (PàF) (PPD/PSD-CDS-PP)                         | 216 367 | 47,29 | 5,13 | 10     | 1             |
|                                            | Parti socialiste (PS)                                            | 146 418 | 32,00 | 2,13 | 7      | en stagnation |
|                                            | Bloc de gauche (BE)                                              | 41 753  | 9,12  | 4,74 | 1      | 1             |
|                                            | Coalition démocratique unitaire (CDU)                            | 24 623  | 5,38  | 0,30 | 1      | en stagnation |
|                                            | Parti démocrate républicain (PDR)                                | 7 509   | 1,64  | Nv.  | 0      | en stagnation |
|                                            | Parti communiste des travailleurs portugais (PCTP)               | 5 442   | 1,19  | 0,28 | 0      | en stagnation |
|                                            | Personnes–Animaux–Nature (PAN)                                   | 3 673   | 0,80  | 0,22 | 0      | en stagnation |
|                                            | Libre (L)                                                        | 2 336   | 0,51  | Nv.  | 0      | en stagnation |
|                                            | Parti national rénovateur (PNR)                                  | 1 834   | 0,40  | 0,17 | 0      | en stagnation |
|                                            | AGIR (PTP-MAS)                                                   | 1 621   | 0,35  | 0,04 | 0      | en stagnation |
|                                            | Parti de la Terre (MPT)                                          | 1 609   | 0,35  | 0,07 | 0      | en stagnation |
|                                            | Parti de la citoyenneté et de la démocratie chrétienne (PPV/CDC) | 995     | 0,22  | 0,05 | 0      | en stagnation |
|                                            | Nous, citoyens ! (NC)                                            | 974     | 0,21  | Nv.  | 0      | en stagnation |
|                                            | Parti populaire monarchiste (PPM)                                | 883     | 0,19  | 0,05 | 0      | en stagnation |
|                                            | Parti uni des retraités (PURP)                                   | 882     | 0,19  | Nv.  | 0      | en stagnation |
|                                            | Ensemble pour le peuple (JPP)                                    | 631     | 0,14  | Nv.  | 0      | en stagnation |
|                                            |                                                                  |         |       |      |        |               |
| Suffrages exprimés                         | Suffrages exprimés                                               | 457 550 | 96,46 |      |        |               |
| Votes blancs                               | Votes blancs                                                     | 10 746  | 2,26  |      |        |               |
| Votes nuls                                 | Votes nuls                                                       | 6 063   | 1,28  |      |        |               |
| Total                                      | Total                                                            | 474 359 | 100   | -    | 19     | en stagnation |
| Abstention                                 | Abstention                                                       | 313 624 | 39,80 |      |        |               |
| Inscrits/Participation                     | Inscrits/Participation                                           | 787 983 | 60,20 |      |        |               |
|                                            |                                                                  |         |       |      |        |               |
| Source: Commission nationale des élections |                                                                  |         |       |      |        |               |

| - Emidio Guerreiro - Laura Monteiro Magalhães - Clara Marques Mendes - Fernando Negrão | - Jorge Paulo Oliveira - Jorge Moreira da Silva - Hugo Soares - Joel Sá |

| - Joaquim Barreto - Manuel Caldeira Cabral - Sonia Fertuzinhos - Domingos Pereira | - Hugo Pires - Maria Augusta Santos - Luis Soares |

#### 2011
| Parti                                      | Parti                                              | Voix    | %     | +/-   | Sièges | +/-           |
| ------------------------------------------ | -------------------------------------------------- | ------- | ----- | ----- | ------ | ------------- |
|                                            | Parti social-démocrate (PPD/PSD)                   | 194 550 | 41,63 | 10,09 | 9      | 3             |
|                                            | Parti socialiste (PS)                              | 159 476 | 34,13 | 8,60  | 7      | 2             |
|                                            | CDS – Parti populaire (CDS-PP)                     | 50 421  | 10,79 | 0,89  | 2      | en stagnation |
|                                            | Coalition démocratique unitaire (CDU)              | 23 731  | 5,08  | 0,33  | 1      | en stagnation |
|                                            | Bloc de gauche (BE)                                | 20 488  | 4,38  | 3,63  | 0      | 1             |
|                                            | Parti communiste des travailleurs portugais (PCTP) | 4 264   | 0,91  | 0,12  | 0      | en stagnation |
|                                            | Personnes–Animaux–Nature (PAN)                     | 2 710   | 0,58  | Nv.   | 0      | en stagnation |
|                                            | Parti de la nouvelle démocratie (PND)              | 2 328   | 0,50  | 0,29  | 0      | en stagnation |
|                                            | Parti de la Terre (MPT)                            | 1 959   | 0,42  | 0,17  | 0      | en stagnation |
|                                            | Mouvement Espoir pour le Portugal (MEP)            | 1 630   | 0,35  | 0,04  | 0      | en stagnation |
|                                            | Parti travailliste portugais (PTP)                 | 1 465   | 0,31  | Nv.   | 0      | en stagnation |
|                                            | Parti populaire monarchiste (PPM)                  | 1 114   | 0,24  | 0,07  | 0      | en stagnation |
|                                            | Parti national rénovateur (PNR)                    | 1 094   | 0,23  | 0,06  | 0      | en stagnation |
|                                            | Portugal Pro-vie (PPV)                             | 783     | 0,17  | 0,01  | 0      | en stagnation |
|                                            | Parti ouvrier d'unité socialiste (POUS)            | 693     | 0,15  | 0,07  | 0      | en stagnation |
|                                            | Parti démocrate de l'Atlantique (PDA)              | 593     | 0,13  | Abs.  | 0      | en stagnation |
|                                            |                                                    |         |       |       |        |               |
| Suffrages exprimés                         | Suffrages exprimés                                 | 467 299 | 96,27 |       |        |               |
| Votes blancs                               | Votes blancs                                       | 12 846  | 2,65  |       |        |               |
| Votes nuls                                 | Votes nuls                                         | 5 243   | 1,08  |       |        |               |
| Total                                      | Total                                              | 485 388 | 100   | -     | 19     | en stagnation |
| Abstention                                 | Abstention                                         | 289 473 | 37,36 |       |        |               |
| Inscrits/Participation                     | Inscrits/Participation                             | 774 861 | 62,64 |       |        |               |
|                                            |                                                    |         |       |       |        |               |
| Source: Commission nationale des élections |                                                    |         |       |       |        |               |

| - Francisca Almeida - Emidio Guerreiro - João Lobo - Miguel Macedo - Clara Marques Mendes | - Graça Nota - Fernando Negrão - Jorge Paulo Oliveira - Nuno Reis |

| - Antonio Braga - Gabriela Canavilhas - Laurentino Dias - Sonia Fertuzinhos | - Miguel Laranjeiro - Nuno Sá - António José Seguro |